# Cyrille II d'Alexandrie
Pour les articles homonymes, voir Cyrille II.
Cyrille II d'Alexandrie est un patriarche d'Alexandrie de l'Église copte du 13 mars 1078 au 6 juin 1092.